# Schaumburg (Rinteln)
Schaumburg ist seit dem 1. März 1974 ein Ortsteil der niedersächsischen Stadt Rinteln im Landkreis Schaumburg und liegt 9 km östlich vom Kernbereich von Rinteln im Naturpark Weserbergland Schaumburg-Hameln. Oberhalb von Schaumburg befindet sich in einem Waldgebiet auf dem 225 Meter hohen Nesselberg die Burg Schaumburg.

## Geschichte
Im Zuge der Hexenverfolgung  kam es im Dorf Ostendorf 1655 zu einem Hexenprozess, in dessen Verlauf eine Einwohnerin, die Kappische, angeklagt und hingerichtet wurde.
Der Ort war auf einer Karte des Westfälischen Reiskreises aus einem 1659 veröffentlichten Blaeu-Atlas als „Schauweberg“ genannt.
Die Gemeinde Schaumburg entstand erst am 1. Januar 1929 durch den Zusammenschluss der bis dahin selbständigen Gemeinden Rosenthal und Ostendorf mit der Domäne Koverden. Zum gleichen Zeitpunkt wurden auch die Paschenburg und die Burg Schaumburg sowie Teile des Hessisch Oldendorfer Forstes eingegliedert. Am 1. März 1974 erfolgte die Eingemeindung in die Stadt Rinteln. Der letzte Gemeindebürgermeister war Karl Lorenz.

## Politik

### Ortsrat
Kommunalrechtlich bilden die Ortsteile Deckbergen, Schaumburg und Westendorf eine Ortschaft, für die ein gemeinsamer Ortsrat gewählt wird.
Bei den vergangenen Kommunalwahlen ergaben sich folgende Sitzverteilungen:
| Wahljahr                                                                             | SPD | CDU | WGS | RI | Gesamt  |
| ------------------------------------------------------------------------------------ | --- | --- | --- | -- | ------- |
| 2021                                                                                 | 5   | 1   | 2   | 1  | 9 Sitze |
| 2016                                                                                 | 4   | 3   | 2   | -  | 9 Sitze |
| 2011                                                                                 | 5   | 2   | 2   | -  | 9 Sitze |
| WGS: Wählergemeinschaft Schaumburg in Rinteln RI: Wählerbündnis Rintelner Interessen |     |     |     |    |         |

### Ortsbürgermeisterin
Als Ortsbürgermeisterin wurde Gisela Stasitzek gewählt. Sie ist die erste Frau in dieser Position in einem Ortsteil der Stadt Rinteln.

## Vereine
- Blaskapelle Schaumburg von 1998 e. V.
- Freiwillige Feuerwehr Schaumburg, gegründet 1933
- Verkehrs- und Heimatverein Schaumburg e. V.
- Männerchor Schaumburg von 1946 e. V.
- Sportclub (SC) Deckbergen-Schaumburg mit den Sparten Fußball, Tischtennis, Gymnastik und Gesundheitssport
- Turnverein Schaumburg e. V., 1998 gegründet und 2013 aufgelöst.

## Sonstiges
- Die Kinder besuchen die Grundschule im benachbarten Deckbergen. Weiterführende Schulen befinden sich in Rinteln.
- Zur Förderung der Dorfgemeinschaft ist ein Dorfgemeinschaftshaus vorhanden.
- Neben der Burg Schaumburg ist noch der Steingarten an der Paschenburg beachtenswert.

## Söhne und Töchter des Ortes
- Claus Jäger (* 1943), Bremer Bürgermeister und Senator (FDP)
- Hans Martin Ritter (* 1936), deutscher Sprechwissenschaftler, Mitbegründer der Theaterpädagogik in Deutschland und Hochschullehrer
- Ilse Ritter (* 1944), deutsche Schauspielerin
- Heinz Ritter(-Schaumburg) (1902–1994), deutscher Germanist, Pädagoge und Autor, lebte und wirkte von 1936 bis 1994 in Schaumburg.